# AI: The Somnium Files
AI: The Somnium Files (AI:ソムニウムファイル?, AI: Somuniumu Fairu) è un videogioco d'avventura scritto e diretto da Kotaro Uchikoshi, co-diretto e disegnato da Akira Okada, prodotto da Yasuhiro Iizuka e sviluppato da Spike Chunsoft per Nintendo Switch, Playstation 4 e PC (tramite Steam). È stato pubblicato da Spike Chunsoft in Nord America e Giappone, da Numskull Games in Europa e in Australiae da SEGA in Taiwan.
Il 30 giugno 2021 viene annunciato il seguito della serie: AI: The Somnium Files - nirvanA Initiative.

## Trama
In una notte di pioggia di Novembre, il corpo di una donna viene trovato in un parco divertimenti abbandonato montato su un cavallo di una giostra. È stata pugnalata ripetutamente e l'occhio sinistro è stato rimosso. Kaname Date, detective del Dipartimento di Polizia Metropolitana di Tokyo arriva sulla scena del crimine, lui riconosce la donna. All'improvviso sente un rumore all'interno della giostra, lui entra nella colonna centrale trovando una ragazzina con un punteruolo insanguinato.

### Capitoli
Il gioco è diviso in diversi capitoli, classificati in "Giorni". Ogni "Giorno" contiene fino a 4 capitoli, in genere anche un Somnium. Gli eventi di ogni "Giorno" cambiano in base alle scelte fatte nei capitoli precedenti e al ramo della storia. Ci sono 44 capitoli nel gioco, e tra i 14 e 18 capitoli in un determinato percorso.

## Personaggi
A differenza delle opere precedenti di Kotaro Uchikoshi (che generalmente hanno 9 o 10 personaggi principali e forse 2-3 personaggi secondari), il gioco presenta un cast molto ampio di personaggi, con 7 personaggi principali e circa 21 personaggi secondari, tutti disegnati da Yūsuke Kozaki.
Il cast principale è composto dai membri principali della Advanced Brain Investigation Squad, che indagano sugli omicidi seriali, e da tre giovani su cui ruotano tutti i misteri della storia:
- Kaname Date: protagonista e primo personaggio giocabile di AI: The Somnium Files. Date è un agente speciale della Advanced Brain Investigation Squad, Dipartimento di Polizia Metropolitana di Tokyo. Affonda nelle menti dei soggetti con la macchina Psync. Ha perso l'occhio 6 anni fa, ma lo ha sostituito con un occhio protesico che ospita un'intelligenza artificiale avanzata nota come AI-Ball.
- Aiba/AI-Ball: secondo personaggio giocabile di AI: The Somnium Files. Aiba è un'intelligenza artificiale autonoma. Di solito prende la forma di un bulbo oculare e risiede nell'orbita dell'occhio sinistro di Date. Tuttavia, assume la forma di una giovane donna nei Somnium e appare come un piccolo animale fuori dall'orbita dell'occhio di Date. La sua mente è collegata a quella di Date attraverso una connessione neurale.
- Iris Sagan: Una Net-idol di 18 anni. Ha una personalità brillante e allegra con una grande curiosità e imprevidenza. Si è fatta un nome su siti di streaming video e social media. Si fa chiamare A-set, ma i suoi più grandi fan la chiamano Tesa (Aseton nella versione giapponese). È la protagonista della sua serie di video Lemniscate, che sembra avere strani legami con il gioco. Il suo canale esiste nella vita reale sotto forma di due canali YouTube.
- Ota Matsushita: Un'otaku. È un NEET di 24 anni ed è un grande fan di Iris che spera di diventare un autore di light novel di successo. Spesso si presenta come un vigliacco e un antisociale.  Ha una cotta non corrisposta per Iris.
- Mizuki Okiura: Amica di Iris. Mizuki è una studentessa delle scuole elementari. A causa di determinate circostanze, vive con l'amico di suo padre, Date. Mizuki è abbastanza matura per la sua età e a volte può avere un atteggiamento brusco.
- Boss: Comandante dell'ABIS. Boss è il diretto superiore e amico di lunga data di Date. Sembra essere una persona ottimista, accomodante con un atteggiamento spensierato, ma è astuta come una volpe e ha un rapido ingegno.
- Pewter: L'ingegnere dell'ABIS e un meccanico eccezionale. Attualmente è responsabile della manutenzione della macchina Psync e della preparazione del processo di Psync. Ha anche inventato Aiba (e ha impostato la sua personalità a suo piacimento).

I personaggi secondari sono:
- Renju Okiura: Il produttore di A-set. Renju gestisce l'ufficio di intrattenimento Lemniscate e il café Sunfish Pocket. È l'ex marito di Shoko Nadami e padre di Mizuki. È amico stretto di Date da 5 anni.
- Shoko Nadami: Una rappresentante per una società di investimenti. Un venerdì sera di Novembre, il suo corpo è stato trovato sulla giostra in un parco divertimenti abbandonato noto come "Bloom Park". L'incavo dell'occhio sinistro era scavato.
- Hitomi Sagan: Una insegnante di una scuola elementare. Hitomi è la madre di Iris e non è sposata. I suoi genitori sono morti in un incidente quando aveva 17 anni. Ha cresciuto Iris da sola. A causa di un vecchio infortunio, non può muovere il braccio destro.
- Mayumi Matsushita: È la madre di Ota. Oltre 30 anni fa, lei e suo marito hanno fatto dei prestiti significativi per aprire il Matsushita Diner vicino al distretto di Kabasaki. Da allora gestisce la tavola calda. Ultimamente, la sua memoria ha iniziato a diventare imprevedibile.
- So Sejima: Un deputato. Membro della generazione postbellica. È cresciuto in povertà, il che gli ha dato due cose: la sua motivazione per cercare potere e ricchezza, e la sua vendetta nei confronti della classe superiore.
- Mama: Possiede il bar "Marble" a Golden Yokocho nella zona di Shinjuku. Date e Renju sono clienti abituali e lei li conosce bene. È anche un mediatore di informazioni del mondo criminale.
- Moma: Il leader della famiglia yakuza Kumakura, dopo che il suo predecessore si è dimesso anni fa. In passato, i Kumakura erano noti per essere spietati e violenti, ma Moma spera di rendere il gruppo più pacifico e attento negli affari.
- Rohan Kumakura: Un tempo era il leader della famiglia Kumakura. Un anno fa si suicidò saltando dal tetto di un edificio. Era noto per la sua tecnica di tortura orribile di sbucciare la pelle delle sue vittime dalla punta dei piedi.
- Il Nuovo Killer Ciclope / Orso Polare Sanguinante: il colpevole dietro i nuovi omicidi seriali, noto per rimuovere il bulbo oculare sinistro delle loro vittime prima della loro morte. La loro identità rimane sconosciuta, i testimoni oculari dichiarano di averlo visto vestito da orso polare.

## Modalità di gioco
Durante il gioco, il giocatore gioca come Kaname Date mentre esplora Tokyo alla ricerca di indizi, testimoni e sospetti. Il gameplay è diviso tra l'indagine nel mondo reale e l'indagine nel mondi dei sogni, o Somnium.
Nelle indagini del mondo reale, il giocatore controlla Date in prima persona per cercare indizi e ottenere testimonianze. Spostando il cursore, è possibile selezionare oggetti e persone per interagire ulteriormente con essi. Le esclusive funzioni di Aiba, tra cui Zoom, raggi X e Thermo, consentono un ulteriore esame dettagliato dell'ambiente. Alcune sequenze di azioni possono includere eventi di tempo rapido per sfuggire al pericolo.
Nelle indagini nel mondo dei sogni, il giocatore controlla Aiba in terza persona per completare una varietà di enigmi. Ogni Somnium rappresenta il sogno di uno dei personaggi del gioco, quindi i puzzle e le loro soluzioni possono variare notevolmente. Ogni puzzle ha un limite di tempo di 6 minuti e l'interazione con gli oggetti richiede un determinato periodo di tempo. Se si intraprendono azioni diverse, la trama può ramificarsi in direzioni diverse, ma il fatto di restare senza tempo comporterà il game over.

## Sviluppo
AI: The Somnium Files è stato sviluppato da Spike Chunsoft, con la sceneggiatura e la regia di Kotaro Uchikoshi. Yasuhiro Iizuka ha ricoperto il ruolo di produttore, mentre Akira Okada si è occupato del design e Yūsuke Kozaki ha realizzato i disegni dei personaggi. Le musiche sono state composte da Keisuke Ito.
Kozaki è stato scelto come character designer per il suo riconoscimento a livello internazionale, un elemento ritenuto fondamentale da Uchikoshi per attrarre un pubblico globale. Il progetto ha beneficiato di un budget superiore rispetto alla serie precedente di Uchikoshi, Zero Escape, consentendogli di realizzare le sue idee in modo più completo.
Uchikoshi ha descritto AI: The Somnium Files come un titolo più orientato ai fan dei giochi di avventura rispetto a Zero Escape, che faceva maggiore uso di scene cinematiche.

### Temi principali
I temi centrali del gioco sono gli occhi e i vari modi di esprimere l'amore. Il titolo stesso riflette questi temi, essendo pronunciato come "occhio" in inglese e richiamando il termine giapponese "ai" (愛), che significa amore. Il termine "AI" allude anche all'intelligenza artificiale, mentre "Somnium" deriva dal latino e significa "sogno".
L'idea di utilizzare i sogni per risolvere i casi è stata proposta da Iizuka e subito accolta da Uchikoshi, che la considerava intrigante. I puzzle presenti nel gioco sono stati progettati per essere meno complessi rispetto a quelli di Zero Escape, con un approccio ispirato allo stile di Policenauts di Hideo Kojima. Altre influenze includono titoli come EVE (1995), The Silver Case (1999) e giochi narrativi moderni come Life Is Strange (2015), Detroit: Become Human (2018) e Heavy Rain (2010).

### Annuncio e uscita
Il progetto è stato annunciato per la prima volta alla Game Developers Conference del 2017 come Project Psync, accompagnato da un'illustrazione raffigurante un occhio. Successivamente, è stato ufficializzato durante l'Anime Expo 2018, con un trailer che presentava il protagonista Kaname Date.
Il gioco è stato pubblicato in Nord America il 17 settembre 2019, in Giappone il 19 settembre e in Europa il 20 settembre per Nintendo Switch, PlayStation 4 e PC tramite Steam. Oltre alla versione standard, è stata distribuita una "Special Agent Edition", contenente un artbook, la colonna sonora, un supporto acrilico di Iris, adesivi e una confezione speciale. Tuttavia, la distribuzione fisica in Nord America ha subito un ritardo fino al 24 settembre 2019 a causa di problemi di produzione e dell'alta richiesta.